# Neyruz
Neyruz (frp. Néru, hist. Rauschenbach) – szwajcarska gmina (fr. commune; niem. Gemeinde) w kantonie Fryburg, w okręgu Sarine. 

## Demografia
W Neyruz mieszka 2 757 osób. W 2020 roku 18,5% populacji gminy stanowiły osoby urodzone poza Szwajcarią.

## Transport
Przez teren gminy przebiega droga główna nr 155.